# 화석 인류
화석인류(化石人類)는 과거 인류의 유체(遺體)이다. 유체는 부패하기 쉽기 때문에 현대에 남은 것은 적다. 물론 석회암 등의 사이에 퇴적하여 화석이 된 인골(人骨)은 부패하지 않으므로 오랜 세월이 지나도 보존된다. 유인원·원인류·고생인류·현생인류의 화석인골의 신체적 특징을 연구할 뿐만 아니라, 그것이 퇴적된 지층 속에 공존하는 자연유물(화석수골「化石獸骨」·식물의 화석), 인공유물(석기·골각기 등), 유적(동굴·바위 틈·유물포함층 등)의 상태 연구에 의해서 과거의 인류가 어떻게 살았는가라는 생활양상과 인류가 놓여 있던 자연환경을 알 수 있다.

## 같이 보기
- 틀:인류 연표
- 선사시대사 연표
- 도널드 조핸슨
- 리처드 리키